# Sunderland Bridge
Sunderland Bridge – wieś w Anglii, w hrabstwie Durham. Leży 5 km na południe od miasta Durham i 371 km na północ od Londynu.